# Íllora
Íllora é um município da Espanha na província de Granada, comunidade autónoma da Andaluzia, de área 197,43 km² com população de 10390 habitantes (2007) e densidade populacional de 51,07 hab/km².

## Demografia
| Variação demográfica do município entre 1991 e 2004 | Variação demográfica do município entre 1991 e 2004 | Variação demográfica do município entre 1991 e 2004 | Variação demográfica do município entre 1991 e 2004 |
| --------------------------------------------------- | --------------------------------------------------- | --------------------------------------------------- | --------------------------------------------------- |
| 1991                                                | 1996                                                | 2001                                                | 2004                                                |
| 10389                                               | 10797                                               | 10514                                               | 10072                                               |